# غونزالو مارتينيز (لاعب كرة قدم)
غونزالو مارتينيز (بالإسبانية: Gonzalo Martínez Caicedo)‏ (و. 1975  م) هو لاعب كرة قدم، من كولومبيا، يلعب كمُدَافِع.

## روابط خارجية
- غونزالو مارتينيز على موقع الاتحاد الدولي (مؤرشف)  (الإنجليزية)
- غونزالو مارتينيز على موقع الدوري الأمريكي (الإنجليزية)
- غونزالو مارتينيز على موقع قاعدة بيانات كرة القدم.إي يو (الإنجليزية)
- غونزالو مارتينيز على موقع ناشيونال فوتبول تيمز (الإنجليزية)
- غونزالو مارتينيز على موقع AS.com (الإسبانية)